# Pucaraia igguierdoi
Pucaraia igguierdoi är en fjärilsart som beskrevs av Bartlett-calvert 1893. Pucaraia igguierdoi ingår i släktet Pucaraia och familjen mätare. Inga underarter finns listade.